# Benamaurel
Benamaurel es una localidad y municipio español perteneciente a la provincia de Granada, en la comunidad autónoma de Andalucía. Está situado al nordeste de la provincia, en la comarca de Baza. Según el INE, en 2023 contaba con 2250 habitantes censados y una extensión de 127 km². Dista 121 km de la capital granadina. Destaca por su singular tipología de vivienda, en su mayoría consistente en casas-cueva excavadas en el terreno, siendo el municipio de España de menos de 15 000 habitantes con más viviendas-cueva (1993), según el inventario de viviendas cueva realizado por la Diputación de Granada.

## Etimología
Benamaurel viene de la palabra "Aben Moriel", que significa "Descendientes de Moriel", y aunque se menciona a los descendientes de Moriel ligados a la ciudad en el siglo XVIII, todavía se desconocen los datos y genealogía de este hombre.

## Naturaleza
La cola del embalse del Negratín es un humedal constituye un hábitat para fauna amenazada y para endemismos ibéricos o norteafricanos. Presenta un interés geomorgológico por las formaciones de badlands sobre las arcillas y margas características de la hoya de Baza.

## Historia
El asentamiento de población de Benamaurel puede datarse en la prehistoria, debido a su estratégica localización cercana al río y en un punto elevado de muy fácil defensa. Asimismo, sus características geológicas hacen que resulte relativamente fácil construir viviendas trogloditas o cuevas, que presentan una estabilidad excepcional.
En el siglo XVIII la mitad de las tierras de regadío eran propiedad del Monasterio de San Jerónimo de Baza.

## Fiestas

### Fiestas de Moros y Cristianos
Las fiestas de Moros y Cristianos en honor a la Virgen de la Cabeza, patrona de Benamaurel, se remontan a siglos atrás y reúnen en la localidad a miles de personas. Se celebran durante el último fin de semana de abril, abarcando desde el viernes hasta el martes siguiente.
Entre los actos principales de estas fiestas están las procesiones, la romería del domingo desde la iglesia parroquial hasta la ermita de la Virgen de la Cabeza, los desfiles de Moros y Cristianos, las batallas por la imagen de la Virgen, y la representación teatral de la obra Cautiverio y rescate de nuestra señora la Virgen de la Cabeza, el domingo y lunes, en plena calle y a cargo de actores aficionados del pueblo. Han sido consideradas como «la fiesta de moros y cristianos de mayor contenido literario de cuantas se celebran en España».

#### Cautiverio y rescate de nuestra señora la Virgen de la Cabeza
La representación de esta obra es centenaria, basada en una obra de teatro del Siglo de Oro español.
La obra corresponde a una comedia de Moros y Cristianos clásica tardía, de las que fueron muy populares entre los siglos XVI y XVIII, tradición que entronca con la de los «autos» medievales. Está escrita en el estilo del siglo XVII con influencias de Góngora y Calderón, con una estructura clásica en dos actos y con personajes formando parejas contrapuestas, significando tres niveles: el popular, representados en los criados Cristianos y Moro (respectivamente Minardo y Zelín); el mundo de la nobleza representado por los capitanes Moro y Cristianos; y el mundo divino, donde se da una contraposición entre el bien y el mal encarnados con el Ángel y Luzbel. A este respecto, el vocabulario y la forma de expresión varía de un nivel a otro. Mientras los criados usan un lenguaje llano y en su interpretación abundan las situaciones cómicas, el resto de personajes se expresa en el lenguaje culto del siglo XVII; y a la manera clásica, se realizan alusiones mitológicas, se cita a la Biblia, etc. Trata temas de la época como el del honor y el ideal caballeresco, el problema del libre albedrío o el fatalismo. La obra está escrita en verso, predominando el romance en un lenguaje natural y elegante.

### Fiestas de San León Magno
Se celebran el fin de semana más cercano al día 11 de abril en honor al papa San León Magno. La imagen del santo es conducida desde el tempo parroquial hasta su ermita por la mañana, y regresa por la tarde al templo parroquial. Ese día se reparten roscas de pan («Roscas de San León») entre los asistentes.

## Geografía

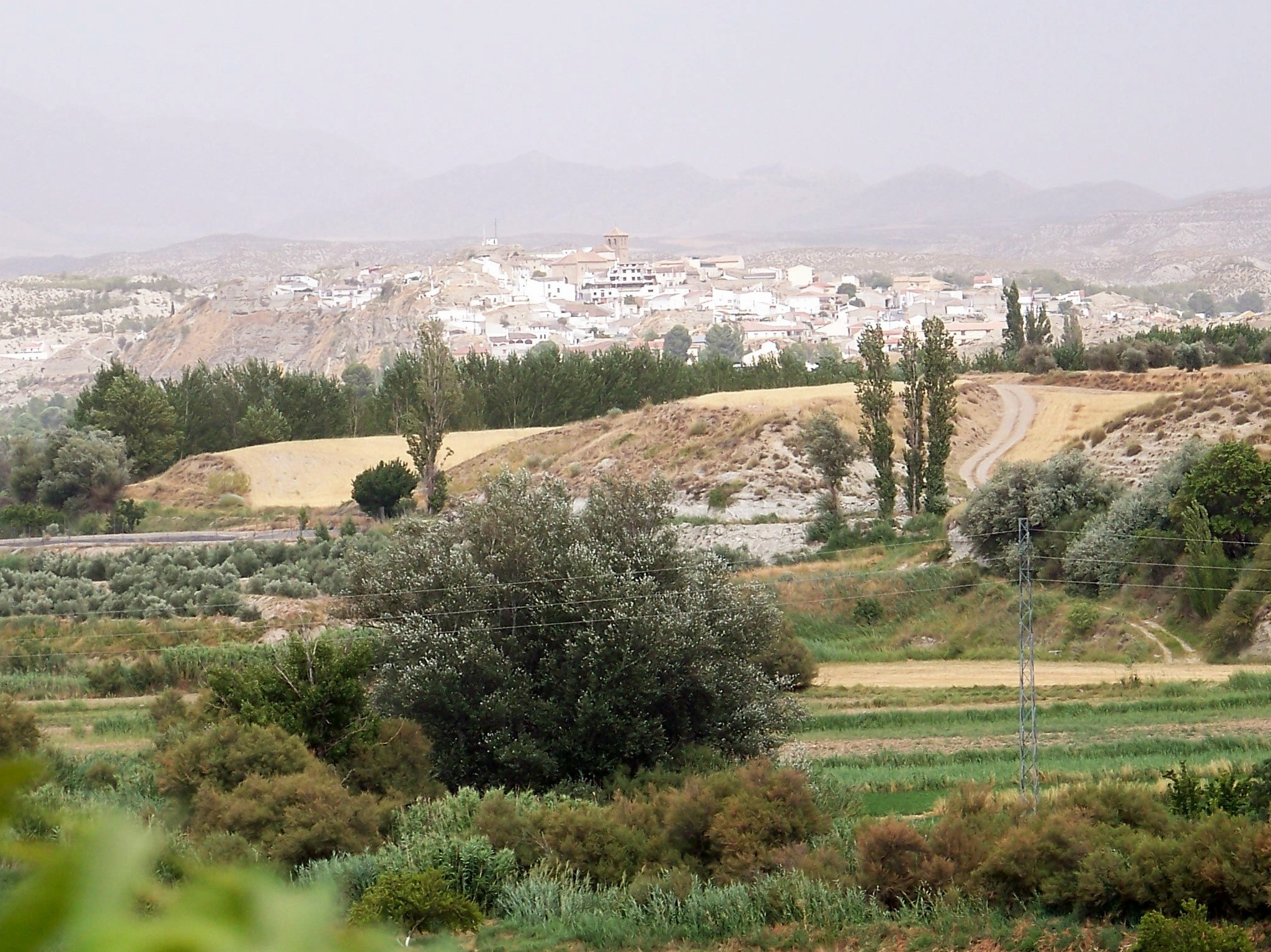
Vista de Benamaurel desde Huerta Real, sobre la vega del río Guardal.

La extensión del término municipal es de 127 m² y se encuentra a una altitud sobre el nivel del mar de 719 m. Situado en el centro de la hoya de Baza, se encuentra rodeado por los parques naturales de sierra de Baza y sierra de Castril, además de por el cerro Jabalcón y el embalse del Negratín.
El municipio de Benamaurel está formado por una llanura de secano surcada por los valles de los ríos Guardal, Castril (que lo delimita al oeste), Cúllar, y Baza (que lo delimita al suroeste). De ellos el más importante es el valle del río Guardal, que atraviesa todos los núcleos de población del municipio y al que van a parar los afluentes citados.

### Barrios
- Alhanda
- Almacil Alto
- Almacil Bajo
- Cuesta del Río
- Fuerte
- Sacristía
- San Antonio
- Virgen de la Cabeza
- Yeseras
- Calderón de la Barca

## Núcleos de población
Benamaurel cuenta con cinco anejos o pedanías: Puente Arriba (también conocido como «El Salto»), San Marcos, Cuevas de Luna, Cuevas del Negro, Huerta Real y Cuevas de la Blanca (a los tres últimos se les referencia a veces como «Cuevas de Puente Abajo»). Todos ellos se encuentran unidos por el río Guardal y su población habita en casas-cueva excavadas aprovechando el desnivel del terreno en las inmediaciones del río en lomas o barrancos.

### Localidades limítrofes
Limita con los siguientes municipios: Castilléjar, al norte; Cúllar, al este; Baza, al sur; y Cortes de Baza, al oeste.

## Demografía
Benamaurel cuenta con una población de 2246 habitantes (INE 2024).
| Gráfica de evolución demográfica de Benamaurel entre 1842 y 2021                                                    |
| |
| Población de derecho según los censos de población del INE Población de hecho según los censos de población del INE |

La población del municipio se encuentra distribuida de la siguiente forma (2019):
| Unidad poblacional  | Hab. |
| ------------------- | ---- |
| Benamaurel          | 1614 |
| Cuevas de la Blanca | 63   |
| Cuevas de Luna      | 68   |
| Cuevas del Negro    | 32   |
| Huerta Real         | 105  |
| Puente Arriba       | 184  |
| San Marcos          | 227  |

### Evolución de la población
La población del municipio de Benamaurel fue experimentando un aumento más o menos constante (salvo en el último tercio del siglo XIX, debido a la epidemia de cólera de 1885) alcanzando su cota máxima en 1950. Desde esa década se ha venido produciendo un descenso de la población debido fundamentalmente a la emigración, si bien desde finales del siglo XX esta tendencia comenzó a invertirse.
En cuanto a la evolución demográfica por núcleos de población de los últimos años, se observa tendencia a la recuperación demográfica del municipio, incluso en las pedanías. En 2011, la población censada en alguna de las 6 pedanías de Benamaurel era de 743 habitantes (un 30 % de la población total del municipio).

## Economía
La actividad económica más importante es la agricultura, clásicamente basada en olivar, cereales y cultivos de regadío. En la actualidad, gracias a los nuevos riegos del canal del Jabalcón, están apareciendo cultivos de regadío intensivos de alta productividad.
En el pasado la principal riqueza de la zona fue el cultivo del esparto, que llegó a denominarse «oro verde». Su recolección aportó un medio de vida para un gran número de sus habitantes.
También hubo en explotación minas de azufre, aunque en la actualidad no existe ninguna en actividad.

### Evolución de la deuda viva municipal
| Gráfica de evolución de Deuda viva del Ayuntamiento de Benamaurel entre 2008 y 2019                                |
| |
| Deuda viva del Ayuntamiento de Benamaurel en miles de Euros según datos del Ministerio de Hacienda y Ad. Públicas. |

## Administración y política
| Periodo   | Nombre                             | Partido |
| --------- | ---------------------------------- | ------- |
| 1979-1983 | Ángel Arredondo Gallardo           | UCD     |
| 1983-1987 | Ginés Camacho                      | UCD     |
| 1987-1991 | María del Carmen Martínez Peña     | PSOE    |
| 1991-1995 | Roque Ruiz Quirante                | PSOE    |
| 1995-1999 | Antonio Arredondo García           | AIBEN   |
| 1999-2003 | Antonio Arredondo García           | PA      |
| 2003-2007 | José Sánchez González              | PSOE    |
| 2007-2011 | José Sánchez González              | PSOE    |
| 2011-2015 | Juan Francisco Torregrosa Martínez | PSOE    |
| 2015-2019 | Juan Francisco Torregrosa Martínez | PSOE    |
| 2019-2023 | Juan Francisco Torregrosa Martínez | PSOE    |
| 2023-act. | Juan Francisco Torregrosa Martínez | PSOE    |

## En las artes y la cultura popular
Se han publicado los siguientes libros sobre Benamaurel:
Martínez Pozo, M.A. (2005). Benamaurel: nuestra historia. Imprenta Cervantes, Baza.
Martínez Pozo, M.A. (2008). Descubre el origen... Fiestas de moros y cristianos de la comarca de Baza. Imprenta Cervantes, Baza.
Martínez Pozo, M.A. (2009). En busca de la verdad... Fiestas de moros y cristianos de la comarca de Baza. II Parte. Imprenta Cervantes, Baza.
Martínez Pozo, M.A. (Coord). (2012). Fiestas de moros y cristianos en España. Huella del milenio del reino de Granada. Excmo. Ayuntamiento de Benamaurel y GDR Altiplano de Granada, Baza.
Martínez Pozo, M.A. (2015). Moros y cristianos en el Mediterráneo español. Antropología, historia, educación y valores. Ed. Gami, Granada.
Peñalver Navarro, C. (2008). Cautiverio y rescate de Nuestra Señora de la Cabeza. Imprenta Cervantes, Baza.

## Hermanamientos
- Muchamiel, España[8]
- Vera, España[8]